# Dobra (powiat przeworski)
Dobra – wieś w Polsce położona w województwie podkarpackim, w powiecie przeworskim, w gminie Sieniawa.
Miejscowość jest siedzibą rzymskokatolickiej parafii Najświętszego Serca Pana  Jezusa.
W latach 1975–1998 miejscowość należała administracyjnie do województwa przemyskiego.
W pobliżu wsi znajduje się rezerwat przyrody Lupa.

## Części wsi
| SIMC    | Nazwa      | Rodzaj    |
| ------- | ---------- | --------- |
| 0611123 | Buniowskie | część wsi |
| 0611130 | Chatały    | część wsi |
| 0611146 | Iwanki     | część wsi |
| 0611152 | Ożgi       | część wsi |
| 0611169 | Pod Lupą   | część wsi |
| 0611175 | Poręby     | część wsi |
| 0611181 | Sławgóra   | część wsi |
| 0611198 | Twarde     | część wsi |
| 0611206 | Zagóra     | część wsi |

## Historia
Pierwsze wspomnienie w źródłach pojawia się w 1470 roku, podczas ustanowienia Ordynacji Jarosławskiej. W dokumencie ustanowienia Ordynacji Jarosławskiej, obok Dobrej są wymieniane też pobliskie: Jarosław, Przeworsk, Radawa, Szówsko, Wiązownica, Leżachów, Dybków, Dąbrowica, Manasterz, Nielepkowice, Pełkinie, Grodzisko, Gniewczyna i Tryńcza. Wieś była wzmiankowana w regestrach poborowych, które zapisali poborcy podatkowi ziemi przemyskiej z 1515 roku, gdy wieś posiadała 9 łanów kmiecych. Kolejne regestra z 1589 roku wzmiankują, że wieś posiadała 14 łanów kmiecych.
W 1594 roku część jej dóbr jarosławskich przypadło Katarzynie Sieniawskiej, która w 1593 roku została poślubiona przez Adama Hieronima Sieniawskiego. Ostatnią z rodu Sieniawskich była Zofia Czartoryska z Sieniawskich, która w 1731 roku została poślubiona przez Augusta Aleksandra Czartoryskiego i od tego czasu właścicielami dóbr Sieniawskich stali się Czartoryscy. W 1897 roku została utworzona Ordynacja Sieniawska Czartoryskich, która istniała do reformy rolnej w 1944 roku.
Wieś następnie wzmiankowana w latach: 1628 (14 łanów), 1651 (14 łanów) i 1658 (12 łanów). W 1674 roku w Dobrej były 72 domy (w tym 21 w folwarku dzierżawionym przez Łabęckiego, Kędzierskiego i Forca; oraz 51 domów wiejskich).
W II Rzeczypospolitej wieś w powiecie jarosławskim województwa lwowskiego. W 1902 roku wybrano zwierzchność gminną, której naczelnikiem został Olech Lepech, a w 372 domach było 2090 mieszkańców. W 1921 roku w Dobrej było 318 domów. W 1926 roku było 90 żydów, a w 1930 roku było 60 żydów. Według W. Kubijowicza w 1939 roku w Dobrej było 2530 mieszkańców (w tym: 1880 Ukraińców, 630 Polaków i 20 żydów).
W latach 1945–1946 nacjonaliści ukraińscy z OUN-UPA zamordowali tutaj 40 Polaków. Część ludności polskiej w obawie przed atakami schroniła się w okolicznych miejscowościach. W latach 1945–1946 ludność ukraińska była z inicjatywy Polaków przybyłych z Wołynia wielokrotnie atakowana przez partyzantów z Sieniawy i Wylewy, którzy dokonywali licznych mordów i rabunków. Wieś była siedzibą Kuszcza Dobrzańskiego i działał oddział samoobrony SKW. 17 czerwca 1945 roku grupa 150 osób złożona z MO i partyzantów napadła na Dobrę, spaliła 270 domów, zdemolowała cerkiew i zamordowała 22 osoby. W 1945 roku na Ukrainę wysiedlono 706 osób z 160 domów. Na pozostałych mieszkańców w latach 1945–1946 napadów dokonywało WP, UB i partyzanci. W 1947 roku następnych mieszkańców wysiedlono podczas Akcji „Wisła” na Ziemie Odzyskane.

## Kościół
Cerkiew greckokatolicka
Według regestru poborowego już na jakiś czas przed 1515 rokiem istniała w Dobrej cerkiew. W 1880 roku zbudowano murowaną cerkiew. Podczas I wojny światowej cerkiew została uszkodzona, a w 1921 roku została wyremontowana. Parochia posiadała 32 morgi pola. Parochia greckokatolicka istniała do 1945 roku.
Kościół rzymskokatolicki
Ludność polska w Dobrej należała od końca XVI wieku do kościoła w pobliskim Dybkowie, który ufundował Jan Kostka aby zapobiec przechodzeniu polskich wiernych do cerkwi, gdyż w tamtych czasach Polacy z powodu dalekiej odległości od kościoła w Jarosławiu dość licznie przechodzili do miejscowych cerkwi. Po założeniu Sieniawy należeli do parafii w Sieniawie. 
Po wysiedleniu grekokatolików, cerkiew została zaadaptowana na kościół pw. Przenajświętszego Serca Pana Jezusa, a w 1968 roku została erygowana parafia.

## Oświata
Początki szkolnictwa w Dobrej są datowane na początek XIX wieku, gdy na jakiś czas przed 1830 rokiem przy cerkwi pw. Chrystusa Zmartwychwstałego, istniała szkoła parafialna (Schola Parochialis). W latach 1847–1849 nauczycielem był adjutor Jan Suchopałka, i było od 3 do 5 uczniów (Juv. 5).
W 1857 roku szkoła parafialna została zmieniona na szkołę trywialną, której nauczycielem został Michał Kiszakiewicz. Przydatnym źródłem archiwalnym do poznania dziejów oświaty w Galicji są austriackie Szematyzmy Galicji i Lodomerii, które podają wykaz szkół ludowych, wraz z nazwiskami ich nauczycieli. Od 1874 roku wszystkie szkoły w Galicji stały się publiczne reskryptem Rady szkolnej krajowej. Szkoły były najpierw tylko męskie, a od 1890 były już mieszane, czyli koedukacyjne. W 1908 roku szkoła w Dobrej stała się 2-klasowa. Od 1896 roku szkoła posiadała nauczycieli pomocniczych, którymi byli: Helena Połoszynowicz (1896–1897), Tekla Trembicka (1897–1898), Olga Trembicka (1900–1904), Stefania Pańkowska (1905–1907), Stefania Osierda (1908–1913), Osierdowa z Pańkowskich Stefania (1913–1914), Helena Natkowska (1908–1911), Wiktoria Palisak (1913–1914?).
W 1897 roku zbudowano murowany budynek szkolny, w 1902 roku było 140 uczniów, a szkoła była ukraińskim językiem wykładowym.
20 maja 2009 roku odbyła się uroczystość nadania szkole imienia Unii Europejskiej.
Nauczyciele kierujący i kierownicy
1857–1858: Michał Kiszakiewicz.
1858–1862: Euzebiusz Dąbrowiecki.
1862–1892: Teofil Wańkowicz.
1892–1893: Władysław Różycki.
1893–1894: Emilia Makares.
1894–1896: Michał Stroiński.
1896–1906: Ferdynand Rożek.
1906–1934: Adam Osierda.